# Жидкотекучесть
Жидкотекучесть — это свойство сплава в жидком состоянии заполнять литейную форму и воспроизводить её очертания в отливке.
Литейные свойства:
- Усадка
- Жидкотекучесть
- Кристаллизация
- Ликвация

Жидкотекучесть определяют по стандартной пробе в виде канала определенной длины и диаметра с литниковой чашей.
Жидкотекучесть равна по длине пути, пройденному жидким металлом до затвердевания. Чем длиннее путь-пруток, тем больше жидкотекучесть. Высокую жидкотекучесть (>700 мм) имеют силумины, серый чугун, кремнистая латунь; среднюю жидкотекучесть (350—340 мм) имеют углеродистые стали, белый чугун, алюминиево-медные и алюминиево-магниевые сплавы; низкую жидкотекучесть имеют магниевые сплавы.

## Список литературы
- Ковалёв В.Г. Изготовление заготовок литьем металлов. Методическое пособие. // Москва 2004 г.